# Maria Sabina
Maria Sabina (Barbacena, Minas Gerais, 6 de dezembro de 1898 -  Rio de Janeiro, Rio de Janeiro, 17 de julho de 1991) foi uma escritora, professora, declamadora, jornalista e feminista brasileira. Foi autora de um conjunto expressivo de obras.

## Biografia
Maria Sabina de Albuquerque nasceu em Barbacena, Minas Gerais em 1898. Era filha do  cientista do Instituto de Manguinhos, João Pedro de Albuquerque e de Dona Marietta Ramos de Albuquerque. 
Era conhecida também por ser uma boa declamadora, e em 1925, Maria deu um recital no Teatro José Alencar, fazendo-se presentes o Padre Antônio Tomás e Antônio Sales, seu amigo. Em 29 de maio de 1927, Maria realizou um novo recital, no mesmo teatro em três partes, e em cujo programa homenageava os poetas cearenses Júlio Maciel, Cruz Filho, Juvenal Galeno, Padre Antônio Tomás e Antônio Sales, este representado pela poesia Vesperal. Em 1936, repetiria o feito. 
Participou da Federação Brasileira pelo Progresso Feminino desde 1928, sob a presidência de sua fundadora, Dra. Bertha Lutz (de cujo pai, o cientista Adolpho Lutz, Sabina escreveu um artigo biográfico, até recentemente a principal fonte sobre o ilustre médico brasileiro). Integrou a sua diretoria a partir de 1932 e, com a morte da Dra. Bertha Lutz, assumiu por diversas vezes a presidência da Federação Brasileira pelo Progresso Feminino (FBPF) a partir de 1976.